# Diaguita
Els diaguita són un grup de pobles indígenes de l'Argentina (i alguns a Xile). Són uns 35.000 i parlen dialectes diferents segons el lloc on viuen. La conquesta castellana els va sotmetre sense gaire resistència a l'est dels Andes durant la segona meitat del segle XVI; a l'oest de les muntanya els diaguita es van revoltar contra els invasors i foren delmats pel governador García Hurtado de Mendoza de Xile (1557–1561)
Les poblacions diaguita de Salta, Catamarca, La Rioja, Tucumán, Atacama i Coquimbo (les dues darreres a Xile i les altres a Argentina) estan agrupades culturalment en la Unión de los Pueblos de la Nacíon Diaguita (UPND).
Els diaguita tenen una bandera nacional blanca emmarcada vermell amb molta decoració negre, i diverses figures a la part blanca; una bandera especifica per les comunitats de la Rioja es va presentar el juliol del 2012, sent en certa manera una variació de la nacional, sent vermella amb les mateixes figures al centre (la del mig dins un disc blanc) i amb dos franges estretes (una dalt i una baix) de color negre amb decoració blanca; a Salta la bandera nacional amb tendència a quadrada es posa en drap blau; i a Tucumán l'emblema central està dins una creu inca groga. La UPND té un emblema propi però utilitza la bandera nacional. Algunes comunitats també disposen de bandera.
El diaguita de Xile van ser reconeguts tard; a la llei 19253 promulgada amb la tornada de la democràcia, es considerava indígenes als aimares, atacamenys, quítxuas, maputxes, rapanuis, kolla, yamana, kawashkar i "altres ètnies del nord del país" però no s'esmentava expressament als diaguitas i per això en foren exclosos. Mentre esperaven el reconeixement, els diaguita es van afermar a la zona del Huasco Alto, i es van aprofitar de les beques concedides per l'estat sovint declarant-se com a membres d'un altra ètnia (a la regió de Atacama l'únic poble indígena reconegut era el poble atacameny), generalment els kolla, únics reconeguts a la zona habitada per diaguites. Por iniciativa de l'antiga intendenta de la regió d'Atacama i ex-ministra d'Educació, autoreconeguda com diaguita, Yasna Provosne Campillay, amb suport d'algunes organitzacions culturals de la regió, van iniciar el procés de reconeixement (2003) que va culminar amb el “Diagnóstico Socio Cultural de la Etnia Diaguita de la Región de Atacama” 2004-2005, que va servir de base per la inclusió a la llei 19.253 a l'any 2006.
Els diaguites xilens s'anomenen diaguites huascoaltinos (per la seva comarca de residència, el Huasco Alto). Disposen d'una bandera blanca amb un emblema al centre de color marró; unes muntanyes (trencades per un riu blanc) darrere les quals surt un disc que figura el sol, el qual està rodejat per un anell de figures pròpies de la cultura; davant el disc del sol, en blanc, la silueta d'una llama.